# M60 (galaxie)
Pour les articles homonymes, voir M60.
M60 (NGC 4649) est une galaxie elliptique située dans la constellation de la Vierge. NGC 4619 a été découverte par l'astronome allemand Johann Gottfried Koehler en 1779.

## Description
Sa vitesse par rapport au fond diffus cosmologique est de 1 433 ± 23 km/s, ce qui correspond à une distance de Hubble de 21,14 ± 1,52 Mpc (∼69 millions d'al).
NGC 4649 a été utilisée par Gérard de Vaucouleurs comme une galaxie de type morphologique E+2/SA0− dans son atlas des galaxies,.
À ce jour, 46 mesures non basées sur le décalage vers le rouge (redshift) donnent une distance de 16,702 ± 3,046 Mpc (∼54,5 millions d'al), ce qui est à l'intérieur des valeurs de la distance de Hubble. Cependant, cette galaxie, comme plusieurs de l'amas de la Vierge, est relativement rapprochée du Groupe local et on obtient souvent une distance de Hubble très différente en raison de leur mouvement propre dans le groupe où l'amas où elles sont situées. Notons que c'est avec la valeur moyenne des mesures indépendantes, lorsqu'elles existent, que la base de données NASA/IPAC calcule le diamètre d'une galaxie.

## Découverte de M60
Johann Koehler a découvert M59 et M60 pendant la même nuit alors qu'il suivait une comète. Le lendemain, l'astronome italien Barnaba Oriani a aussi observé indépendamment cette galaxie, mais il n'a pas vu M59. Quatre jours plus tard Charles Messier l'inscrivit à son catalogue.

## Caractéristiques

### Observation
M60 est l'une des vastes galaxies elliptiques de l'amas de la Vierge. Dans le catalogue Messier, c'est la galaxie la plus à l'est d'une série de trois (M58, M59, et M60), qui apparaissent successivement dans le champ d'une lunette pointée sur cette région du ciel. À faible grossissement elle se trouve dans le même champ que M59 (à 25 minutes d'arc plus à l'est). On peut observer sa partie centrale brillante avec un télescope amateur.

### Magnitude absolue et luminosité
D'un diamètre apparent de 7,6 × 6,2 minutes d'arc, sa magnitude visuelle apparente est de 8,8. Connaissant la distance et la magnitude apparente d'un astre, on peut calculer sa magnitude absolue et sa luminosité qui est en fait sa puissance intrinsèque en watt. La luminosité du Soleil {\displaystyle L_{\odot }} est de 3,83 × 1026 W. En utilisant la distance de 16,702 Mpc indiquée sur la base de données NASA/IPAC, on obtient une magnitude absolue de -22,3 et une luminosité de 7,2 × 1010 {\displaystyle L_{\odot }} (72 milliards fois celle du Soleil).

### Trou noir supermassif et matière noire
Selon une étude réalisée auprès de 76 galaxies par Alister Graham en 2008, le bulbe central de NGC 4649 (M60) renferme un trou noir supermassif dont la masse est estimée à 2,0+0,4
 −0,6 × 109 {\displaystyle M_{\odot }}.
Selon un autre article publiée en 2010 et basée sur les données captées par le télescope spatial Hubble, la masse de ce trou noir est beaucoup plus importante, soit de (4,5 ± 1,0) × 109 {\displaystyle M_{\odot }}. Cette étude conclut également à la présence de matière sombre dans le halo de la galaxie, sans toutefois en avoir déterminé l'ordre de grandeur. Toutefois, selon un article paru en 2016, la vitesse des amas globulaires dans le halo de M60 indique une fraction de son contenu en matière noire de (72 ± 5) % de sa masse à l'intérieur de cinq rayons effectifs.

## Amas globulaires
Selon une étude publiée en 2008 et basée sur les observations réalisées avec le télescope spatial Hubble, le nombre d'amas globulaires dans M60 (VCC 1978 dans l'article) est estimé à 4 745 ± 1 099.

## Supernova
La supernova SN 2004W a été découverte dans M60 le 28 janvier par M. Moore et W.D. Li de l'université de Californie à Berkeley dans le cadre du programme LOSS (Lick Observatory Supernova Search) de l'observatoire Lick. Cette supernova était de type Ia.

## M60-UCD1
En 2013, on a annoncé la découverte d'une galaxie naine ultracompacte en orbite autour de M60. On pense avoir trouvé la galaxie la plus dense de l'univers proche.

## Arp 116 et l'interaction avec M60
M60 et NGC 4647 sont deux galaxies qui se chevauchent lorsqu'on les observe de la Terre. Elles figurent dans l'atlas des galaxies particulières de Halton Arp sous la cote Arp 116. Arp rapporte que la galaxie elliptique perturbe la galaxie spirale.

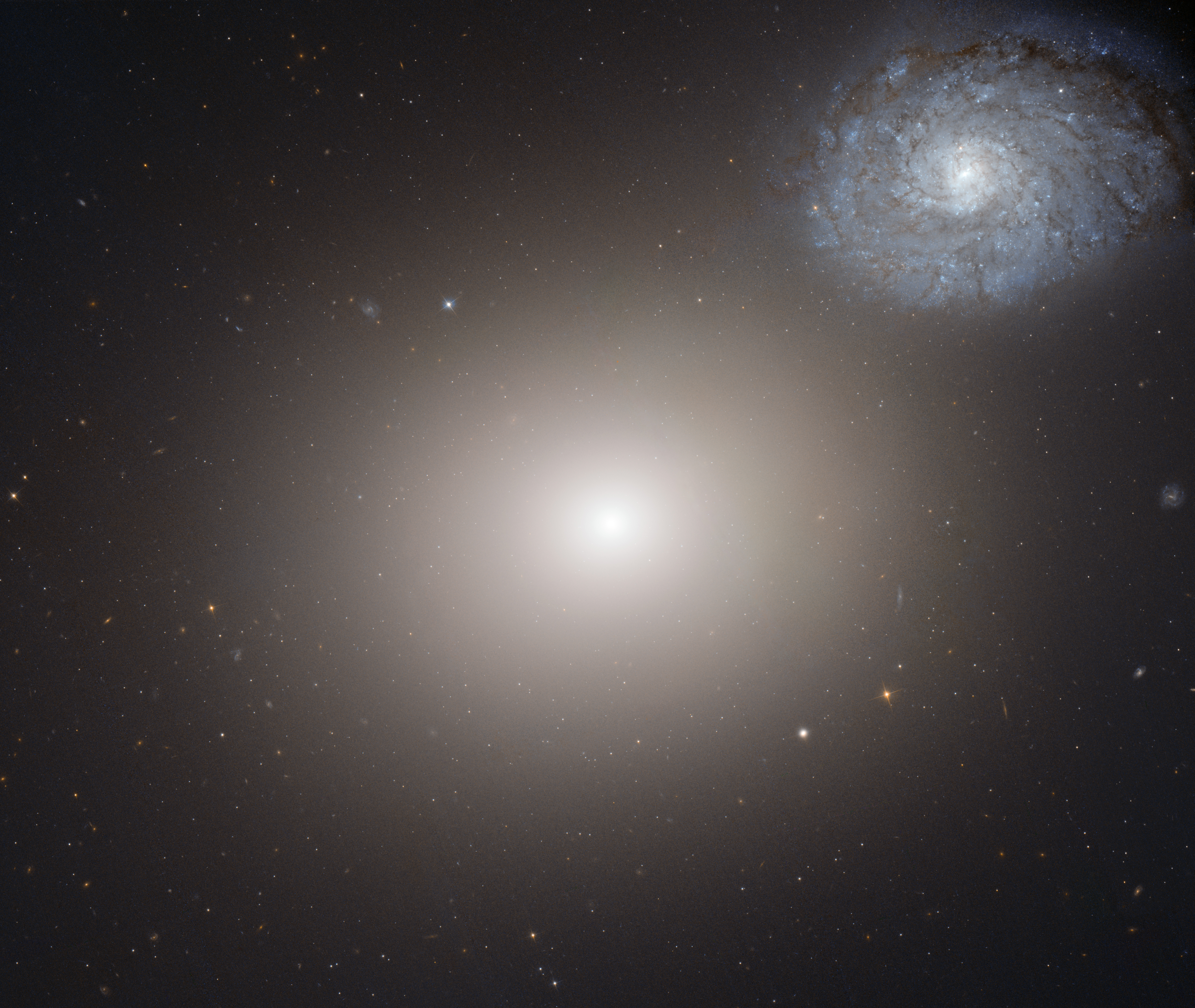
Arp 116 est constitué de NGC 4647 et de M60.

Les astronomes tentent depuis longtemps de déterminer si ces deux galaxies sont réellement en interaction gravitationnelle,. Il n'y a cependant aucune preuve de formation de nouvelles étoiles dans les deux galaxies, ce qui serait l'un des signes clairs qu'elles interagissent effectivement. Des études récentes d'images très détaillées prise par le télescope spatial Hubble suggèrent le début d'une interaction de marée entre elles. Selon E.L. Turner, les galaxies NGC 4647 et NGC 4649 (M60) forment une paire de galaxies rapprochées. Selon des mesures indépendantes du décalage vers le rouge, la distance de NGC 4647 est égale à 17,591 ± 3,043 pc, ce qui est à l'intérieur des incertitudes égale distance de M60. Ces deux galaxies forment donc une réelle paire.
Il est assez étonnant de constater qu'A.M. Garcia place ces deux galaxies dans deux groupes différents, NGC 4647 dans le groupe de M87 et M60 dans le groupe de M49. Pour Abraham Mahtessian, ces deux galaxies font partie du même groupe, celui de M60.

## Groupes de M49, de M60 et l'amas de la Vierge
Selon A.M. Garcia, M60 (NGC 4649) est l'une des nombreuses galaxies du groupe de M49 (127 au total) qu'il a décrit dans un article publié en 1993. On retrouve dans cette liste 63 galaxies du New General Catalogue dont NGC 4382 (M85), NGC 4472 (M49), NGC 4516, ainsi que 20 galaxies de l'Index Catalogue.
D'autre part, NGC 4649 apparait aussi dans une liste de 227 galaxies d'un article publié par Abraham Mahtessian en 1998. Cette liste comporte plus de 200 galaxies du New General Catalogue et une quinzaine de galaxies de l'Index Catalogue. On retrouve dans cette liste 10 autres galaxies du catalogue de Messier, soit M49, M58, M60, M61, M85, M87, M88, M91, M99 et M100.
Toutes les galaxies de la liste de Mahtessian ne constituent pas réellement un groupe de galaxies. Ce sont plutôt plusieurs groupes de galaxies qui font tous partie d'un amas galactique, l'amas de la Vierge. Pour éviter la confusion avec l'amas de la Vierge, on peut donner le nom de groupe de M60 à cet ensemble de galaxies, car c'est l'une des plus brillantes de la liste. L'amas de la Vierge est en effet beaucoup plus vaste et compterait environ 1 300 galaxies, et possiblement plus de 2 000, situées au cœur du superamas de la Vierge, dont fait partie le Groupe local,.
De nombreuses galaxies de la liste de Mahtessian se retrouvent dans onze groupes décrits dans un article d'A.M. Garcia, soit le groupe de NGC 4123 (7 galaxies), le groupe de NGC 4261 (13 galaxies), le groupe de NGC 4235 (29 galaxies), le groupe de M88 (13 galaxies, M88 = NGC 4501), le groupe de NGC 4461 (9 galaxies), le groupe de M61 (32 galaxies, M61 = NGC 4303), le groupe de NGC 4442 (13 galaxies), le groupe de M87 (96 galaxies, M87 = NGC 4486), le groupe de M49 (127 galaxies, M49 = NGC 4472), le groupe de NGC 4535 (14 galaxies) et le groupe de NGC 4753 (15 galaxies). Ces onze groupes font partie de l'amas de la Vierge et ils renferment 396 galaxies. Certaines galaxies de la liste de Mahtessian ne figurent cependant dans aucun des groupes de Garcia et vice versa.